# Dendranthema
Dendranthema é um género botânico pertencente à família Asteraceae.